# Lutas nos Jogos Europeus de 2019
As competições de lutas nos Jogos Europeus de 2019 foram realizados  no Palácio dos Esportes de Minsk, em Minsk, na Bielorrússia, entre os dias 25 a 30 de junho de 2019. Foram disputados 18 eventos.

## Calendário
| Junho | 21 | 22 | 23 | 24 | 25 | 26 | 27 | 28 | 29 | 30 |
| ----- | -- | -- | -- | -- | -- | -- | -- | -- | -- | -- |
| Lutas |    |    |    |    | ●  | 4  | 4  | 4  | 3  | 3  |

|  | Dia de competição |  | Dia de final |

## Qualificação
272 lutadores de 36 nacionalidades participaram dos jogos. Os inscritos por nacionalidade foram os seguintes.
| NOC                    | Masculino  | Masculino  | Masculino  | Masculino  | Masculino  | Masculino  | Masculino         | Masculino         | Masculino         | Masculino         | Masculino         | Masculino         | Feminino   | Feminino   | Feminino   | Feminino   | Feminino   | Feminino   | Total |
| NOC                    | Luta livre | Luta livre | Luta livre | Luta livre | Luta livre | Luta livre | Luta Greco-Romana | Luta Greco-Romana | Luta Greco-Romana | Luta Greco-Romana | Luta Greco-Romana | Luta Greco-Romana | Luta Livre | Luta Livre | Luta Livre | Luta Livre | Luta Livre | Luta Livre | Total |
| NOC                    | 57 kg      | 65 kg      | 74 kg      | 86 kg      | 97 kg      | 125 kg     | 60 kg             | 67 kg             | 77 kg             | 87 kg             | 97 kg             | 130 kg            | 50 kg      | 53 kg      | 57 kg      | 62 kg      | 68 kg      | 76 kg      | Total |
| ---------------------- | ---------- | ---------- | ---------- | ---------- | ---------- | ---------- | ----------------- | ----------------- | ----------------- | ----------------- | ----------------- | ----------------- | ---------- | ---------- | ---------- | ---------- | ---------- | ---------- | ----- |
| ALB Albânia            |            | X          |            |            |            |            |                   |                   |                   |                   |                   |                   |            |            |            |            |            |            | 1     |
| ARM Armênia            | X          | X          |            |            | X          | X          | X                 | X                 | X                 | X                 | X                 |                   |            |            |            |            |            |            | 9     |
| AUT Áustria            |            |            | X          |            |            | X          |                   | X                 |                   |                   | X                 |                   |            | X          |            |            |            | X          | 6     |
| AZE Azerbaijão         | X          | X          | X          | X          | X          | X          | X                 | X                 |                   | X                 | X                 | X                 | X          |            | X          | X          | X          | X          | 16    |
| BLR Bielorrússia       | X          | X          | X          | X          | X          | X          | X                 | X                 | X                 | X                 | X                 | X                 | X          | X          | X          | X          | X          | X          | 18    |
| BUL Bulgária           | X          |            | X          | X          | X          |            | X                 | X                 | X                 |                   | X                 |                   | X          |            | X          | X          | X          | X          | 13    |
| CRO Croácia            |            |            |            |            |            |            | X                 |                   | X                 | X                 |                   | X                 |            |            |            |            |            |            | 4     |
| CZE Chéquia            |            |            |            |            |            |            |                   |                   |                   |                   |                   | X                 |            |            | X          |            | X          |            | 3     |
| EST Estônia            |            |            | X          |            |            |            | X                 |                   |                   |                   |                   | X                 |            |            |            |            |            | X          | 4     |
| FIN Finlândia          |            |            |            |            |            | X          |                   |                   |                   |                   | X                 | X                 |            |            |            |            |            |            | 3     |
| FRA França             |            | X          |            |            |            |            |                   |                   | X                 |                   | X                 |                   | X          | X          | X          | X          |            |            | 7     |
| GEO Geórgia            | X          | X          | X          | X          | X          | X          | X                 | X                 | X                 | X                 | X                 | X                 |            |            |            |            |            |            | 12    |
| GER Alemanha           |            |            | X          | X          | X          | X          | X                 | X                 | X                 |                   | X                 | X                 |            | X          |            | X          | X          | X          | 13    |
| GBR Grã-Bretanha       |            |            |            |            |            |            |                   |                   |                   |                   |                   |                   |            |            |            |            |            | X          | 1     |
| GRE Grécia             |            |            | X          | X          | X          | X          |                   |                   |                   | X                 |                   |                   | X          | X          | X          |            |            | X          | 9     |
| HUN Hungria            |            | X          |            |            | X          | X          | X                 | X                 | X                 | X                 | X                 |                   |            | X          | X          | X          |            | X          | 12    |
| ISR Israel             |            |            |            | X          |            |            |                   |                   |                   |                   |                   |                   |            |            |            |            |            |            | 1     |
| ITA Itália             | X          | X          |            |            |            |            | X                 |                   |                   |                   |                   |                   | X          |            | X          |            | X          |            | 6     |
| LAT Letônia            |            |            |            |            |            | X          |                   |                   |                   |                   |                   |                   | X          |            |            |            | X          |            | 3     |
| LTU Lituânia           |            |            |            |            | X          |            |                   |                   |                   | X                 |                   | X                 |            |            | X          | X          | X          | X          | 7     |
| MDA Moldávia           | X          | X          |            | X          | X          | X          | X                 |                   | X                 | X                 |                   |                   | X          | X          | X          | X          |            |            | 12    |
| NED Países Baixos      |            |            |            |            |            |            |                   |                   |                   |                   |                   |                   |            | X          |            |            |            |            | 1     |
| MKD Macedônia do Norte | X          | X          |            |            | X          |            |                   |                   |                   |                   |                   |                   |            |            |            |            |            |            | 3     |
| NOR Noruega            |            |            |            |            |            |            |                   | X                 |                   |                   | X                 | X                 |            | X          | X          |            |            | X          | 6     |
| POL Polônia            |            | X          | X          | X          | X          | X          |                   | X                 | X                 | X                 |                   | X                 | X          | X          | X          | X          | X          | X          | 15    |
| POR Portugal           |            |            |            |            |            |            |                   | X                 |                   |                   |                   |                   |            |            |            |            |            |            | 1     |
| ROU Romênia            | X          |            | X          | X          |            | X          | X                 |                   |                   | X                 |                   | X                 | X          | X          |            | X          | X          | X          | 12    |
| RUS Rússia             | X          | X          | X          | X          | X          | X          | X                 | X                 | X                 | X                 | X                 | X                 | X          | X          |            | X          | X          | X          | 17    |
| SMR San Marino         |            |            |            | X          |            |            |                   |                   |                   |                   |                   |                   |            |            |            |            |            |            | 1     |
| SRB Sérvia             | X          |            |            |            |            |            |                   | X                 | X                 | X                 | X                 |                   |            |            |            |            |            |            | 5     |
| SVK Eslováquia         |            |            | X          |            |            |            |                   |                   |                   |                   |                   |                   |            |            |            |            |            |            | 1     |
| ESP Espanha            | X          |            |            | X          |            |            |                   |                   |                   |                   |                   |                   |            | X          | X          | X          |            |            | 5     |
| SWE Suécia             |            |            |            |            |            |            | X                 |                   | X                 |                   |                   |                   |            | X          | X          | X          | X          |            | 6     |
| SUI Suíça              |            |            |            | X          |            |            |                   | X                 | X                 | X                 |                   |                   |            |            |            |            |            |            | 4     |
| TUR Turquia            | X          | X          | X          | X          | X          | X          | X                 | X                 | X                 | X                 | X                 | X                 | X          | X          | X          | X          | X          | X          | 18    |
| UKR Ucrânia            | X          | X          | X          |            | X          | X          | X                 | X                 | X                 | X                 | X                 | X                 | X          | X          | X          | X          | X          | X          | 17    |
| 36 NOCs                | 14         | 14         | 14         | 15         | 15         | 16         | 16                | 16                | 16                | 16                | 15                | 15                | 13         | 16         | 16         | 15         | 14         | 16         | 272   |

## Medalhistas
Os seguintes lutadores receberam medalhas.

### Livre masculino
| Evento          | Ouro                     | Prata                        | Bronze                       |
| --------------- | ------------------------ | ---------------------------- | ---------------------------- |
| 57 kg detalhes  | AZE Mahir Amiraslanov    | SRB Stevan Mićić             | RUS Zaur Uguev               |
| 57 kg detalhes  | AZE Mahir Amiraslanov    | SRB Stevan Mićić             | TUR Süleyman Atlı            |
| 65 kg detalhes  | AZE Haji Aliyev          | GEO Vladimer Khinchegashvili | RUS Akhmed Chakaev           |
| 65 kg detalhes  | AZE Haji Aliyev          | GEO Vladimer Khinchegashvili | UKR Hor Ohannesian           |
| 74 kg detalhes  | RUS Zaurbek Sidakov      | TUR Soner Demirtaş           | GEO Avtandil Kentchadze      |
| 74 kg detalhes  | RUS Zaurbek Sidakov      | TUR Soner Demirtaş           | AZE Khadzhimurad Gadzhiyev   |
| 86 kg detalhes  | RUS Dauren Kurugliev     | BLR Ali Shabanau             | GER Ahmed Dudarov            |
| 86 kg detalhes  | RUS Dauren Kurugliev     | BLR Ali Shabanau             | SMR Myles Amine              |
| 97 kg detalhes  | RUS Abdulrashid Sadulaev | AZE Nurmagomed Gadzhiev      | BLR Aliaksandr Hushtyn       |
| 97 kg detalhes  | RUS Abdulrashid Sadulaev | AZE Nurmagomed Gadzhiev      | GEO Elizbar Odikadze         |
| 125 kg detalhes | RUS Anzor Khizriev       | GEO Givi Matcharashvili      | AZE Jamaladdin Magomedov     |
| 125 kg detalhes | RUS Anzor Khizriev       | GEO Givi Matcharashvili      | UKR Oleksandr Khotsianivskyi |

### Greco-Romana masculino
| Evento             | Ouro                     | Prata                   | Bronze                     |
| ------------------ | ------------------------ | ----------------------- | -------------------------- |
| 60 kg detalhes     | RUS Stepan Maryanyan     | HUN Erik Torba          | MDA Victor Ciobanu         |
| 60 kg detalhes     | RUS Stepan Maryanyan     | HUN Erik Torba          | GEO Dato Chkhartishvili    |
| 67 kg detalhes     | RUS Zaur Kabaloev        | GEO Shmagi Bolkvadze    | BLR Soslan Daurov          |
| 67 kg detalhes     | RUS Zaur Kabaloev        | GEO Shmagi Bolkvadze    | SRB Mate Nemeš             |
| 77 kg detalhes     | RUS Aleksandr Chekhirkin | ARM Karapet Chalyan     | SWE Alex Bjurberg Kessidis |
| 77 kg detalhes     | RUS Aleksandr Chekhirkin | ARM Karapet Chalyan     | HUN Tamás Lőrincz          |
| 87 kg detalhes     | UKR Zhan Beleniuk        | AZE Islam Abbasov       | HUN Viktor Lőrincz         |
| 87 kg detalhes     | UKR Zhan Beleniuk        | AZE Islam Abbasov       | POL Arkadiusz Kułynycz     |
| 97 kg detalhes     | ARM Artur Aleksanyan     | BLR Aliaksandr Hrabovik | NOR Felix Baldauf          |
| 97 kg detalhes     | ARM Artur Aleksanyan     | BLR Aliaksandr Hrabovik | RUS Aleksandr Golovin      |
| 130 kg[a] detalhes | GEO Iakob Kajaia         | RUS Sergey Semenov      | AZE Sabah Shariati         |
| 130 kg[a] detalhes | GEO Iakob Kajaia         | RUS Sergey Semenov      | UKR Mykola Kuchmii         |

- a  Kiryl Hryshchanka da Bielo-Rússia, ganhou originalmente a medalha de ouro, mas foi posteriormente desqualificada por violações de doping.[4]

### Livre feminino
| Evento         | Ouro                      | Prata                     | Bronze                  |
| -------------- | ------------------------- | ------------------------- | ----------------------- |
| 50 kg detalhes | AZE Mariya Stadnik        | UKR Oksana Livach         | TUR Evin Demirhan       |
| 50 kg detalhes | AZE Mariya Stadnik        | UKR Oksana Livach         | BUL Miglena Selishka    |
| 53 kg detalhes | SWE Sofia Mattsson        | UKR Yuliya Khalvadzhy     | GER Nina Hemmer         |
| 53 kg detalhes | SWE Sofia Mattsson        | UKR Yuliya Khalvadzhy     | RUS Stalvira Orshush    |
| 57 kg detalhes | BLR Iryna Kurachkina      | BUL Mimi Hristova         | AZE Alyona Kolesnik     |
| 57 kg detalhes | BLR Iryna Kurachkina      | BUL Mimi Hristova         | MDA Anastasia Nichita   |
| 62 kg detalhes | UKR Yuliya Tkach          | AZE Elmira Gambarova      | RUS Maria Kuznetsova    |
| 62 kg detalhes | UKR Yuliya Tkach          | AZE Elmira Gambarova      | ROU Kriszta Incze       |
| 68 kg detalhes | LAT Anastasija Grigorjeva | RUS Anastasia Bratchikova | BUL Sofia Georgieva     |
| 68 kg detalhes | LAT Anastasija Grigorjeva | RUS Anastasia Bratchikova | UKR Alla Cherkasova     |
| 76 kg detalhes | BLR Vasilisa Marzaliuk    | GER Francy Rädelt         | NOR Iselin Moen Solheim |
| 76 kg detalhes | BLR Vasilisa Marzaliuk    | GER Francy Rädelt         | EST Epp Mäe             |

## Quadro de medalhas
| Ordem | País             | Medalha de ouro | Medalha de prata | Medalha de bronze | Total |
| ----- | ---------------- | --------------- | ---------------- | ----------------- | ----- |
| 1     | RUS Rússia       | 7               | 2                | 5                 | 14    |
| 2     | AZE Azerbaijão   | 3               | 3                | 4                 | 10    |
| 3     | UKR Ucrânia      | 2               | 2                | 4                 | 8     |
| 4     | BLR Bielorrússia | 2               | 2                | 2                 | 6     |
| 5     | GEO Geórgia      | 1               | 3                | 3                 | 7     |
| 6     | ARM Armênia      | 1               | 1                |                   | 2     |
| 7     | SWE Suécia       | 1               |                  | 1                 | 2     |
| 8     | LVA Letônia      | 1               |                  |                   | 1     |
| 9     | BGR Bulgária     |                 | 1                | 2                 | 3     |
|       | DEU Alemanha     |                 | 1                | 2                 | 3     |
|       | TUR Turquia      |                 | 1                | 2                 | 3     |
|       | HUN Hungria      |                 | 1                | 2                 | 3     |
| 13    | SRB Sérvia       |                 | 1                |                   | 1     |
| 14    | MDA Moldávia     |                 |                  | 2                 | 2     |
|       | NOR Noruega      |                 |                  | 2                 | 2     |
| 16    | EST Estônia      |                 |                  | 1                 | 1     |
|       | POL Polônia      |                 |                  | 1                 | 1     |
|       | ROU Romênia      |                 |                  | 1                 | 1     |
|       | SMR San Marino   |                 |                  | 1                 | 1     |
| TOTAL | TOTAL            | 18              | 18               | 36                | 72    |